# Benedikt Hopmann

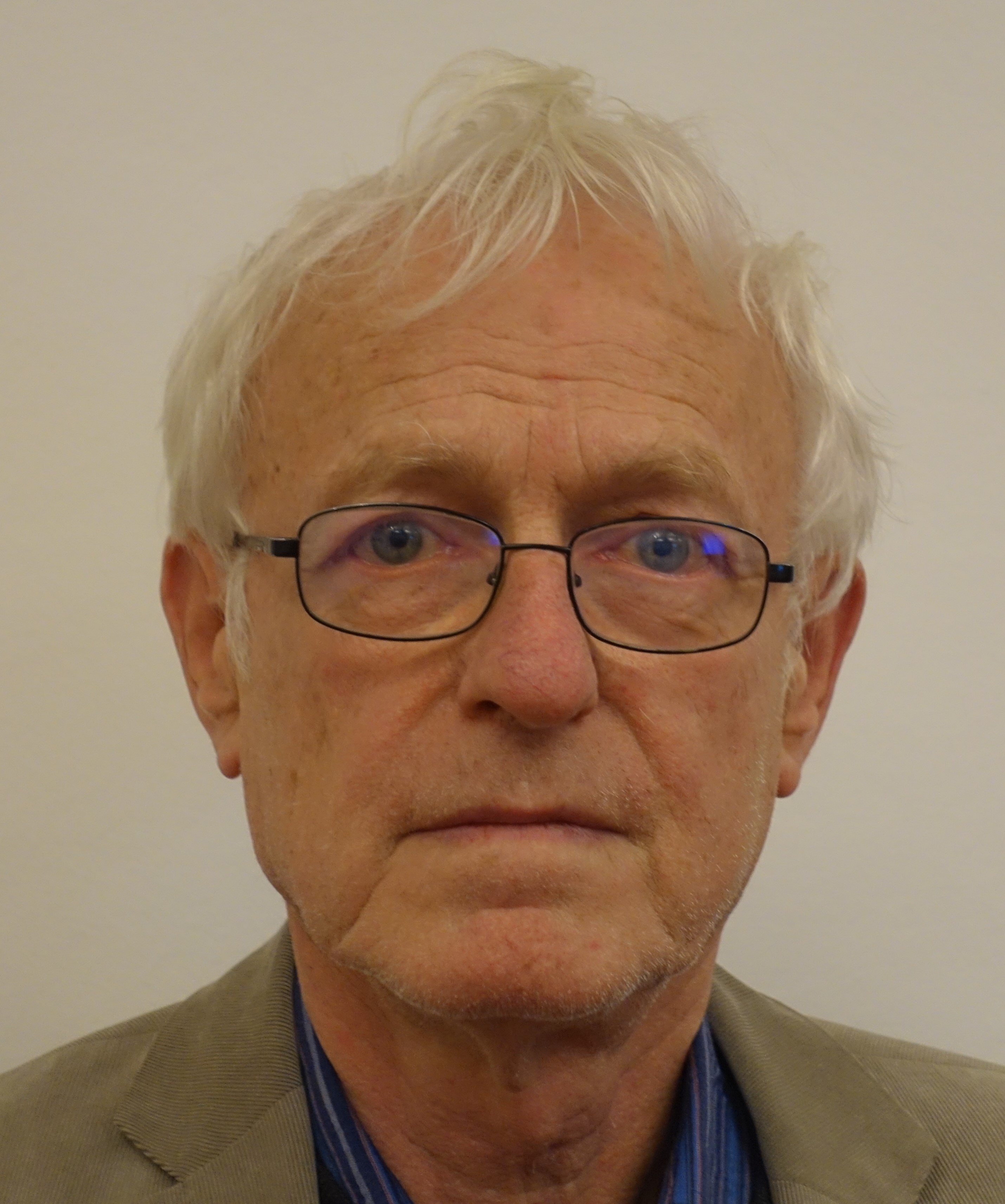
Benedikt Hopmann Dezember 2018

Benedikt Hopmann (* 11. August 1949 in Münster) ist ein deutscher Politiker und Jurist. Überregional bekannt wurde er als Rechtsanwalt im „Fall Emmely“.

## Leben
Hopmann wuchs im westfälischen Münster auf. Nach dem Schulbesuch lebte Hopmann zunächst zu Beginn der 1970er Jahre als Straßenmusikant. Hieran anschließend zog er nach Berlin und begann eine Tätigkeit als Hilfsarbeiter bei den Deutschen Telefonwerken. Es folgte eine Arbeitstätigkeit als Schweißer im Wagonbau und schließlich eine Ausbildung zum Betriebsschlosser. Er engagierte sich gegen eine Welle von betriebsbedingten Kündigungen. In der Folge wurde er Anfang der 1980er Jahre in den Betriebsrat gewählt und schließlich zum Betriebsratsvorsitzenden. Dort setzte Hopmann sich für die Einführung der 35-Stunden-Woche ein. Er engagierte sich in Berlin-Kreuzberg in der Mieterberatung. 1980 wurde er dann in die Bezirksverordnetenversammlung und schließlich als Abgeordneter der Alternativen Liste in das Berliner Abgeordnetenhaus gewählt. Im Abgeordnetenhaus war er 1989/1990 Fraktionssprecher der Alternativen Liste für Arbeit und Betriebe. Nach der Wiedervereinigung schied er 1991 aus dem Abgeordnetenhaus und kurz danach auch aus der Alternativen Liste aus.
Mit journalistischen Beiträgen ist Benedikt Hopmann in der jungen Welt, der taz und dem Neuen Deutschland anzutreffen.

## Tätigkeit als Rechtsanwalt
Hopmann begann im Alter von 45 Jahren Jura an der Freien Universität Berlin zu studieren und wurde nach dem Referendariat und dem zweiten Staatsexamen Rechtsanwalt. Er ist vor allem im Bereich des Arbeitsrechts tätig.
Zunächst betätigte Benedikt Hopmann sich für zwei Jahre in einer großen Kanzlei, machte sich dann aber mit einem Partner selbstständig. Er vertrat die als „Emmely“ bekannt gewordene Kassiererin, die wegen der möglichen Unterschlagung von Pfandbons im Werte von 1,30 € durch eine Verdachtskündigung ihren Arbeitsplatz verlor. 2010 obsiegte er schließlich vor dem Bundesarbeitsgericht. In einem anderen Fall vertrat er eine Altenpflegerin, der wegen der öffentlichen Kritik interner Missstände bei ihrem Arbeitgeber gekündigt worden war. Nachdem die Pflegerin bereits vor dem Bundesarbeitsgericht unterlegen war und das Bundesverfassungsgericht ihre Verfassungsbeschwerde zurückgewiesen hatte, klagte Hopmann erfolgreich vor dem Europäischen Gerichtshof für Menschenrechte. Am 21. Juli 2011 stellte der Europäische Gerichtshof für Menschenrechte fest, dass die Pflegerin in ihrem Recht auf Meinungsfreiheit verletzt worden sei.
Hopmann vertritt die Interessen von ehemaligen Mitarbeitern des Essenlieferdienstes Gorillas, die ohne Beteiligung einer Gewerkschaft ihre Arbeitsbedingungen durch Streik verbessern wollten. Nach der Rechtsauffassung in Deutschland sind verbandsfreie Streiks (Wilde Streiks) nicht zulässig. Die Kündigungsklagen der Gorilla-Riders wurden vom Arbeitsgericht am 5. April 2022 und im April 2023 vom Landesarbeitsgericht in Berlin abgewiesen. Nach Hopmann sind diese Streiks nach der Europäischen Sozialcharta zulässig und er will dazu alle rechtlichen Möglichkeiten ausschöpfen, alle Instanzen, Beschwerde einlegen beim Bundesverfassungsgericht und beim Europäischen Gerichtshof für Menschenrechte in Straßburg.

## Veröffentlichungen
- mit Barbara Emme und Reinhold Niemerg: "Emmely" und die Folgen – Über kleine "Siege" dank großer Solidarität. VSA-Verlag, Hamburg 2012, ISBN 978-3-89965-516-2.
- mit Brigitte Heinisch: Altenpflegerin schlägt Alarm – Über das Recht, Missstände anzuzeigen. VSA-Verlag, Hamburg 2012, ISBN 978-3-89965-515-5.
- mit Karl Kamp und Klaus Schroeder: Wir sind keine Schnäppchen – Auch Beschäftigte in sozialen Diensten brauchen Tarifverträge. Hamburg 2013, ISBN 978-3-89965-566-7.
- mit Frieder Böhne, Günter Watermeier und Peter Wegner: Die unvollendete Revolution – Koordination "Unvollendete Revolution 1918".  Berlin Oktober 2018.
- Isaf Gün, Benedikt Hopmann, Reinhold Niemerg (Hrsg.): Gegenmacht statt Ohnmacht. 100 Jahre Betriebsverfassungsgesetz. Der Kampf um Mitbestimmung, Gemeineigentum und Demokratisierung. VSA, Hamburg 2020. ISBN 978-3-96488-036-9